# قسم توية دروار الريفي (مقاطعة دامغان)
قسم تویة دروار الريفي (بالفارسية: دهستان تویه دروار) هي قسم تقع في إيران في سمنان. يقدر عدد سكانها بـ 1,563 نسمة .